# Schlacht bei Sasbach
Solebay – Erste Schooneveld – Zweite Schooneveld – Maastricht – Texel – Bonn – Sinsheim – Seneffe – Enzheim – Türkheim – Sasbach – Konzer Brücke – Stromboli – Augusta – Palermo – Philippsburg – Maastricht – Valenciennes – Tobago – Cassel – Kokersberg –  Freiburg – Ypern – Rheinfelden – Saint-Denis
Die im Verlauf des Holländischen Kriegs geschlagene Schlacht bei Sasbach ging in die Geschichtsbücher ein, da dort der französische Marschall Turenne, einer der fähigsten Heerführer Frankreichs, den Tod fand. Danach zogen sich die Franzosen zurück und wurden von den Kaiserlichen bei Altenheim erneut gestellt, wo es zu einem heftigen Gefecht kam. Den Franzosen gelang dann aber der Rheinübergang, allerdings unter einigen Verlusten.

## Vorgeschichte
Nach der Schlacht bei Türkheim im Januar musste sich Raimondo Montecuccoli immer weiter aus dem Elsass über den Rhein zurückziehen. Nach dem Übergang der aus 12.000 Mann Infanterie und 13.000 Mann Kavallerie bestehenden französischen Armee unter Marschall Turenne, war es diesem gelungen, den kaiserlichen Feldmarschall Grafen Montecuccoli von Straßburg zurückzudrängen. Dieser zog sich in Richtung des Städtchen Sasbach zurück, das an der Straße von Offenburg nach Rastatt lag.
Um diesen zum weiteren Rückzug zu zwingen, führte Turenne immer wieder Bewegungen aus, die seinen Gegner an der linken Flanke bedrohten und die kaiserliche Armee vor Nachschubprobleme stellte.

## Verlauf
Einige Zeit standen sich beide Armeen an der Rench gegenüber. Die Franzosen brachten aber durch eine Reihe kleiner Gefechte die Orte Renchen, Wagshurst (heute Stadtteil von Achern) und Gamshurst (heute Stadtteil von Achern) in ihre Gewalt, wodurch Montecuccoli veranlasst wurde, am 26. Juli in die Gegend von Sasbach zu marschieren. Bereits am Tag zuvor war der General Caprara mit seinem Korps von Offenburg angekommen. Die Stärke der von Montecuccoli befehligten Armee betrug danach 30.000 Mann, wovon jedoch die Hälfte aus Reiterei bestand.
Die Armee ging hinter einem Bach in Stellung, der von Sasbach nach Nieder-Sasbach in einen schwer zu querenden Graben floss und durch anhaltenden Regen zudem sehr angeschwollen war. Montecuccoli entschied sich für diesen Ort, weil Turenne das Städtchen Achern besetzt hatte. Letzterer nahm mit seiner 25.000 Mann starken Armee seinen Gegnern gegenüber eine Stellung ein. Das Geschütz wurde an dem Rande des Grabens aufgefahren und die Infanterie ins erste und die Kavallerie ins zweite Treffen gestellt. Von beiden Seiten entspann sich ein Artilleriegefecht, während dessen Turenne die Stellung seiner Gegner erkundete, die er in der Front überall sehr stark vorfand.
Ein Angriff aus Nieder-Sasbach misslang, da dieser Punkt von einem gemauerten Kirchhof umschlossen war, den ein morastiger Graben umgab. Ein langer Wagenzug, der sich in den Vormittagsstunden auf das Gebirge zubewegte, ließ Turenne vermuten, dass Montecuccoli beabsichtigte, in der Nacht abzurücken. Daher ließ Turenne dem in Ober-Sasbach kommandierenden General per Boten befehlen, die Bewegungen des Gegners zu beobachten und dem Marschall davon Meldung zu machen.
Turenne, der selbst nach Ober-Sasbach reiten wollte, wurde nachmittags gegen 14 Uhr von einem etwa faustgroßen Geschoss eines leichten Artillerie-Geschützes (vermutlich einem Falkonett) getötet. Dies geschah im Beisein des Lieutenant-général der Artillerie, Saint Hilaire, der Turenne, auf dessen Wunsch hin, die Position einer französischen Batterie hatte erläutern wollen. Turenne selbst traf die Kugel vor die Brust, hinterließ dort aber keine sichtbare Verwundung. Das Pferd Turennes ging angeblich noch einige Schritte, bevor sein Reiter, aus Mund und Nase blutend, aus dem Sattel glitt und starb. Bereits zeitgenössische Quellen sind sich unsicher, ob es sich bei dem Treffer um einen Zufall oder um einen gezielten Schuss handelte, den Markgraf Hermann von Baden befohlen habe.
Saint Hilaire verlor durch dieselbe Kugel seinen linken Arm, erholte sich jedoch, wie durch ein Wunder, von seiner schweren Verletzung.
Vermutlich eine spätere Hinzudichtung ist die Episode, dass der verantwortliche kaiserliche Richtkanonier Koch hieß und für seinen tödlichen Schuss vom Kaiser – vergeblich – eine Pension einforderte.
Dessen ungeachtet bringt das Pariser Musée de l’Armée den Kanonier Koch mit einer eisernen Vollkugel (von sieben Zentimetern Durchmesser und 1,5 kg Gewicht) in Verbindung, die heute zu seinen Exponaten zählt und Turenne getötet haben soll.

## Folgen
Kaum hatte Montecuccoli von diesem Vorfall Nachricht erhalten, stellte er sofort seine Rückzugsbewegungen ein. Anstatt aber die Offensive zu ergreifen, blieb er in seiner Stellung und begnügte sich damit, während des 28. Juli die Franzosen durch Artillerie in Atem zu halten. Da auf französischer Seite keine klare Regelung für die Nachfolge im Fall des Todes des Marschalls getroffen war, kam es, dass sich Vaubrun und Lorges um das weitere Vorgehen stritten. Die Franzosen zogen in der Nacht vom 29. auf dem 30. Juli nach Rheinbischofsheim ab und von hier weiter nach Altenheim. Montecuccoli, der ihnen folgte, erreichte in wenigen Tagen seinen Operationszweck. Denn er besiegte die abrückenden Franzosen noch einmal in den Gefechten bei Goldscheuer am 1. August 1675 und bei Altenheim am selben Tag und tags darauf, aus denen die Franzosen in den Elsass flohen.

## Sonstiges
Ob es sich bei der im Musée de l’Armée ausgestellten Kanonenkugel tatsächlich um das authentische, für Turenne tödliche Geschoss handelt, ist fraglich. Denn zunächst ging es „verloren“ (blieb also auf dem Schlachtfeld unbeachtet liegen) und wurde erst später „wiederentdeckt“. In seiner Größe entspricht es allerdings dem etwa faustgroßen Originalgeschoss, wie es in zeitgenössischen Illustrationen dargestellt ist.